# Mar di Sulu
Il mar di Sulu è un settore dell'oceano Pacifico (348 000 km²) situato tra le Filippine e il Borneo. È inoltre in comunicazione con il mar Cinese Meridionale e il mar di Celebes.

## Geografia
Facente parte del Mediterraneo Australasiatico, è separato a nord-ovest dal mare Cinese meridionale dall'isola di Palawan e dalle Calamian e a sud-est dal mare di Celebes dalle isole Sulu.